# Skalice nad Svitavou
Skalice nad Svitavou là một làng thuộc huyện Blansko, vùng Jihomoravský, Cộng hòa Séc.